# Ана Гребенарова
Анна Алекова Гребенарова е българска керамичка. Работи в областта на декоративно-монументалната керамика.

## Биография
Родена е на 28 септември 1935 г. в семейството на д-р Алеко Гребенаров и Павлина Ангел Станкова в град Пловдив. През 1959 г. завършва специалност „Керамика“ във Висшия институт за изобразително изкуство „Николай Павлович“ в класа на проф. Стоян Райнов. Две години по-късно се установява в родния Пловдив. Там работи и прави първата си самостоятелна изложба през 1967 г. Умира на 18 февруари 2014 г.

## Творчество
Има самостоятелни изложби в Пловдив, София и Специя – Италия, участва в биенале по керамика във Фаенца съвместно с група на СБХ. Представена е в Енциклопедия на изобразителните изкуства в България, том 1, Издателство на БАН, София, 1980 г. Нейни творби се намират в Художествената галерия в Пловдив, Националната художествена галерия в София („Морско дъно“, 1967-68 г., „Майка с дете“, Фриз – „Летящи гълъби“, и др.), частни колекции в България, Мексико, Италия.
Сред по-известните ѝ творби са декоративните пана „Керамика“ и „Морско дъно“ от 1966 година и една от стените на ресторанта в хотел „Марица“ в Пловдив, изпълнена в съчетание на техниката сграфито с керамични цветни елементи. Анна Гребенарова за първи път съчетава тези две техники с което създава едни завършени и абстрактни образи. В декорацията на същата сграда участват Димитър Киров, Георги Божилов, Димитър Каназирски, Енчо Пиронков, Йоан Левиев, Димитър Павлов и Весела Дънгърска.
През 1998 г. интервю с Анна Гребенарова е включено в сборника „Откровения в проза: петнайсет пловдивски художници за себе си и за своето изкуство“ от Стефан Станев.